# Maison bulle à Fleurus
La maison-Bulle à Fleurus, appelée également maison-tricot en raison de la technique utilisée, est une maison expérimentale située à Fleurus (Belgique). Elle a été construite en 1981 par l'architecte Philippe Mousset,. Elle est aujourd'hui devenue une résidence d'artistes.

## Histoire

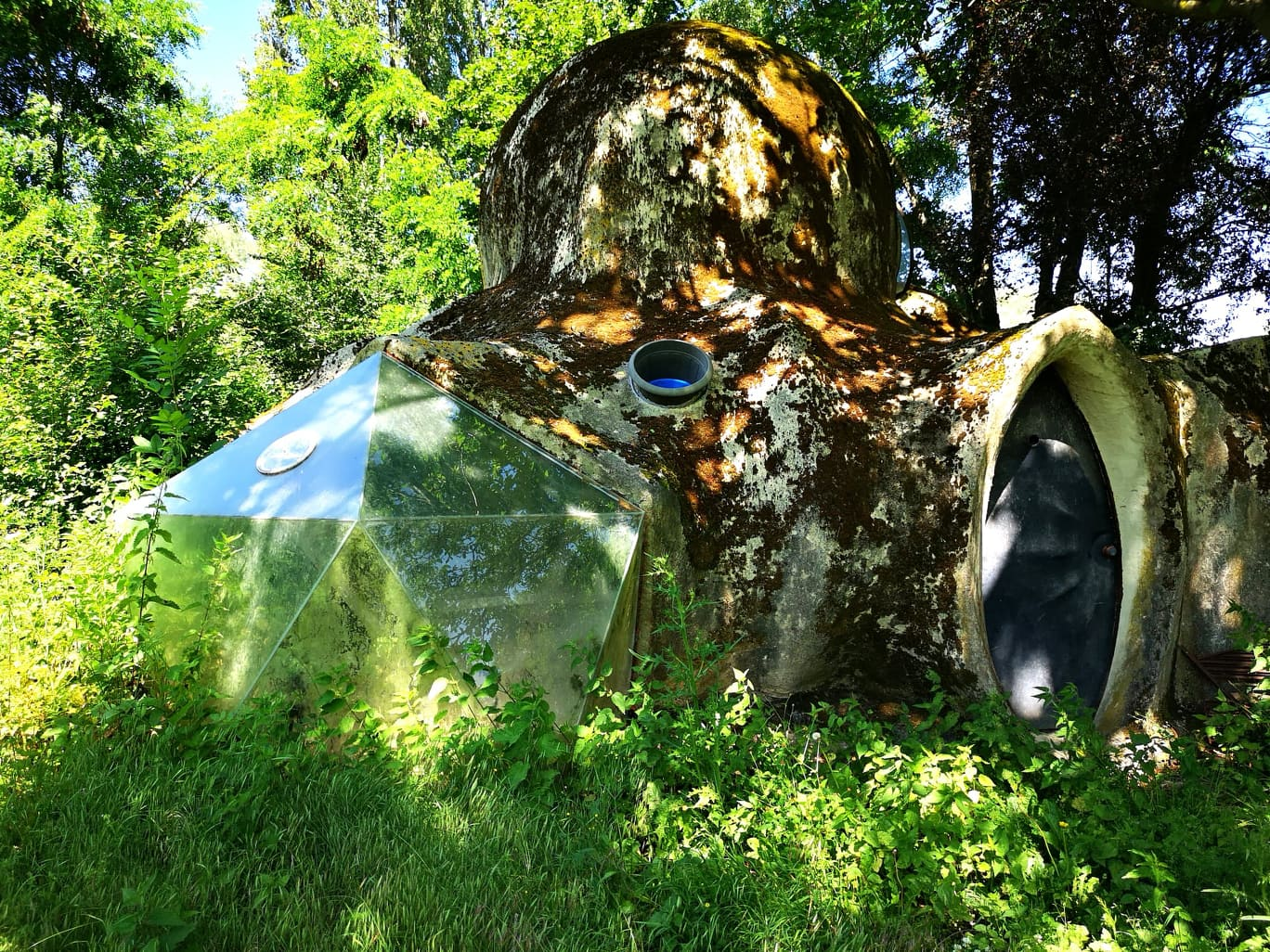
Vue extérieure avant rénovation.

En 1980, Bernard Tirtiaux achète la ferme familiale dans le but d'en faire un lieu culturel et créatif. Elle s'appellera la ferme-Théâtre de Martinrou. Au fond du jardin, se trouve le site qui donnera naissance à la maison-Bulle de Fleurus. Le projet est le fruit de la création de l'architecte Philippe Mousset avec la collaboration des artisans locaux. Inspirée des principes de l’architecture organique, elle est réalisée en voile de béton, une technique permettant des formes arrondies et continues. L’édifice est reconnu pour son caractère unique en Belgique et a été classé au patrimoine national. 
Après avoir servi de logement pendant une dizaine d’années, la maison-Bulle est progressivement délaissée. Elle fait ensuite l’objet d’une restauration visant à préserver son caractère architectural unique.
Aujourd’hui, elle est utilisée comme résidence d’artistes. Sa structure organique, associée à un environnement calme — cour paysagée, jardin d’hiver, lumière traversante — fournit un cadre propice à l’écriture, à la composition musicale, à la création artistique en tout genre. Divers projets y sont accueillis, tels que des masterclass, des événements festifs ou des ateliers ponctuels. La chapelle, reconnue pour sa bonne acoustique, offre un lieu inspirant pour les musiciens, tandis qu’un atelier de vitrail et des espaces extérieurs complètent les ressources disponibles pour les artistes en résidence.

## Architecture
L'architecture de la maison-Bulle reprend un projet futuriste pour l'époque et se distingue par sa forme unique et sa conception innovante. Elle se base sur le principe de maison bulle et se construit de manière autonome, sans coffrage et repose sur une structure en voile porteuse. 
L'innovation de cette maison par rapport à d'autres résidences similaires réside dans sa méthode de construction. Le matériau armé est constitué par la projection d'enduit renforcé de fibres de verre sur une toile déformable, ce qui lui vaut le nom de « maison-tricot ». Cette toile, composée d'élasthanne, offre une extensibilité permettant une adaptation aux besoins des occupants. Ces derniers ont ainsi la possibilité de personnaliser les volumes et les fonctions de leur habitat avant de solidifier la coque extérieure. Contrairement à une approche modulaire, les concepteurs mettent l'accent sur la capacité de cette technique de construction à être modelable selon les besoins,. 

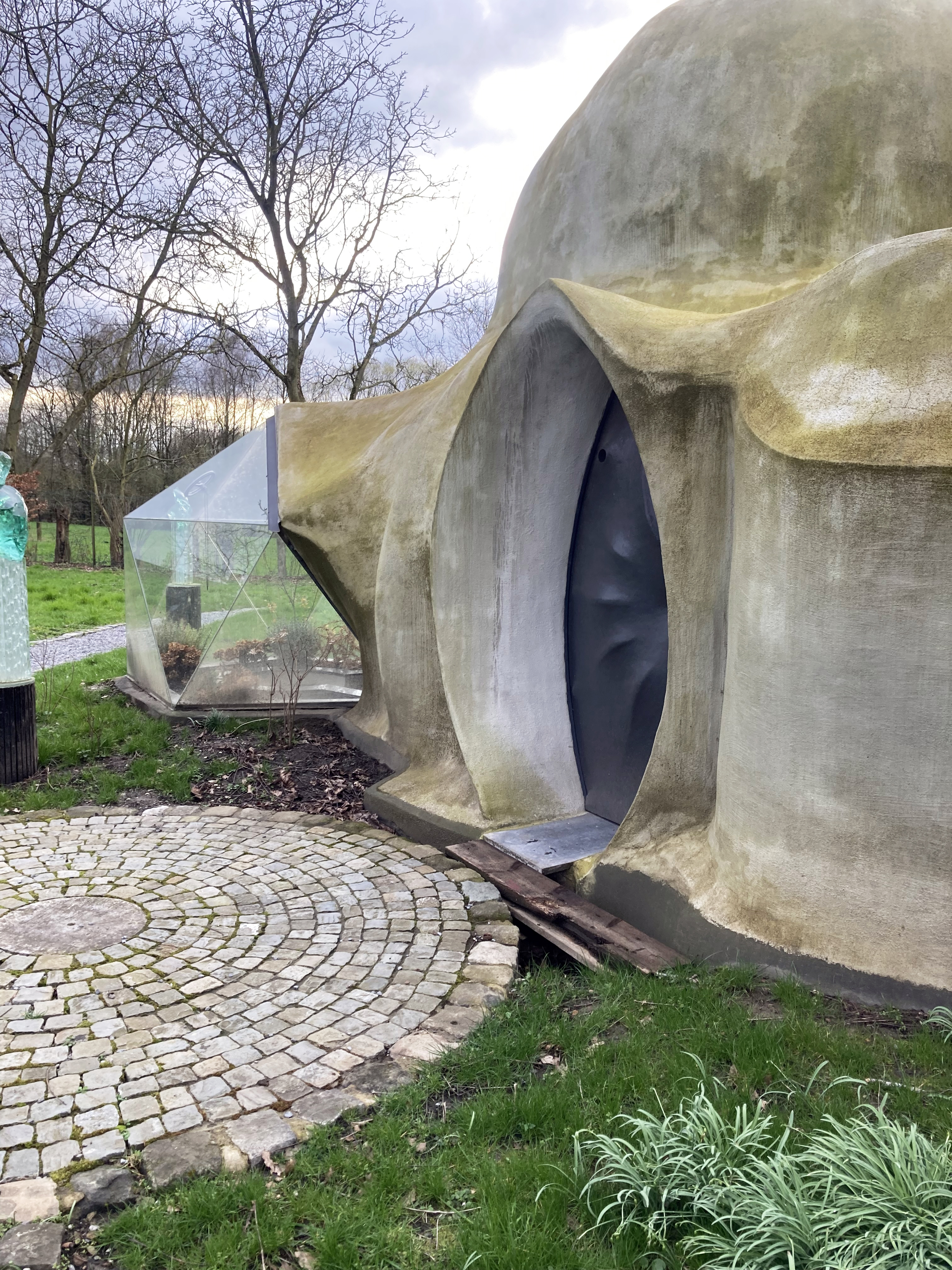
L'entrée principale.
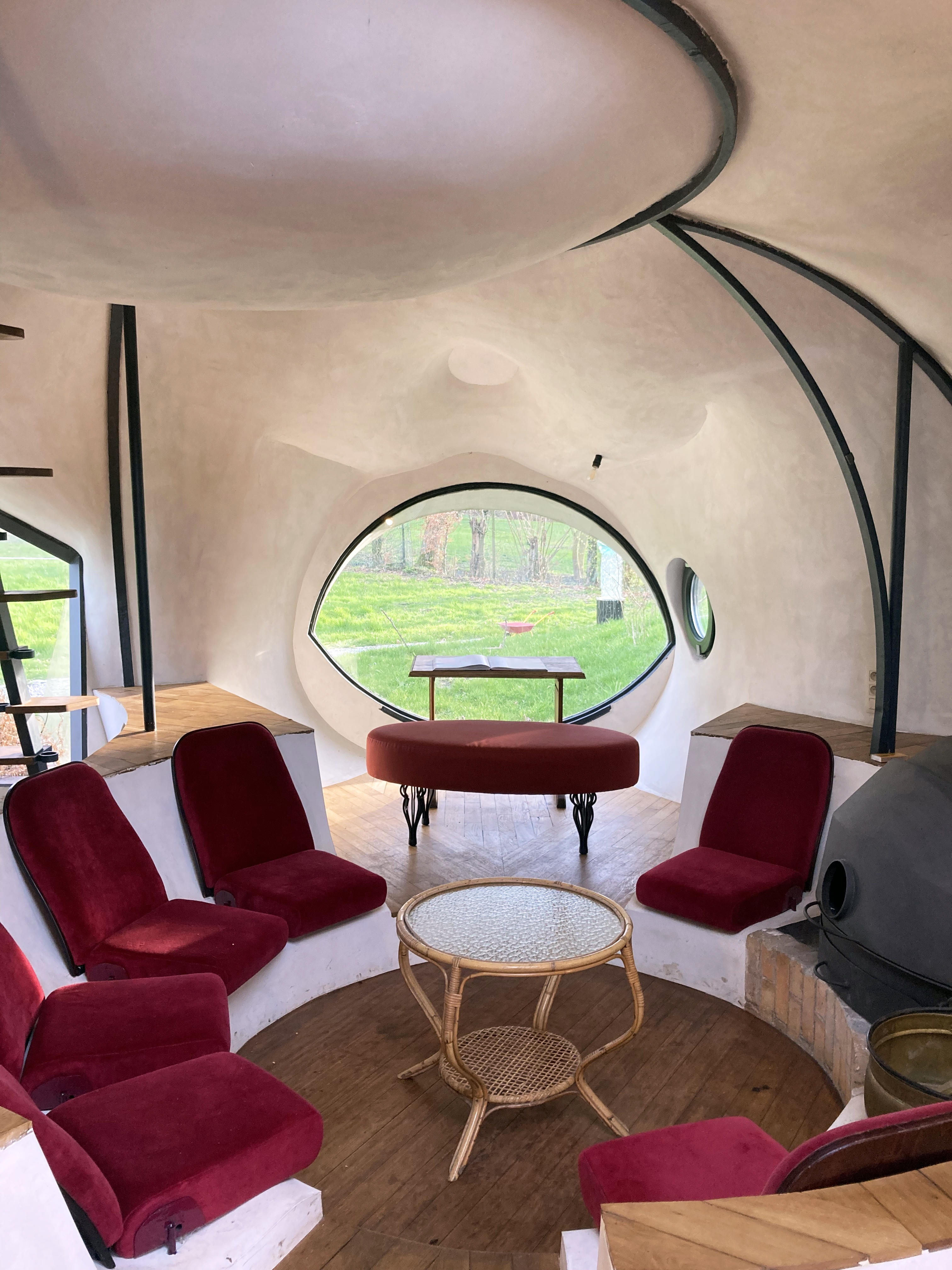
Le coin salon devant le foyer.
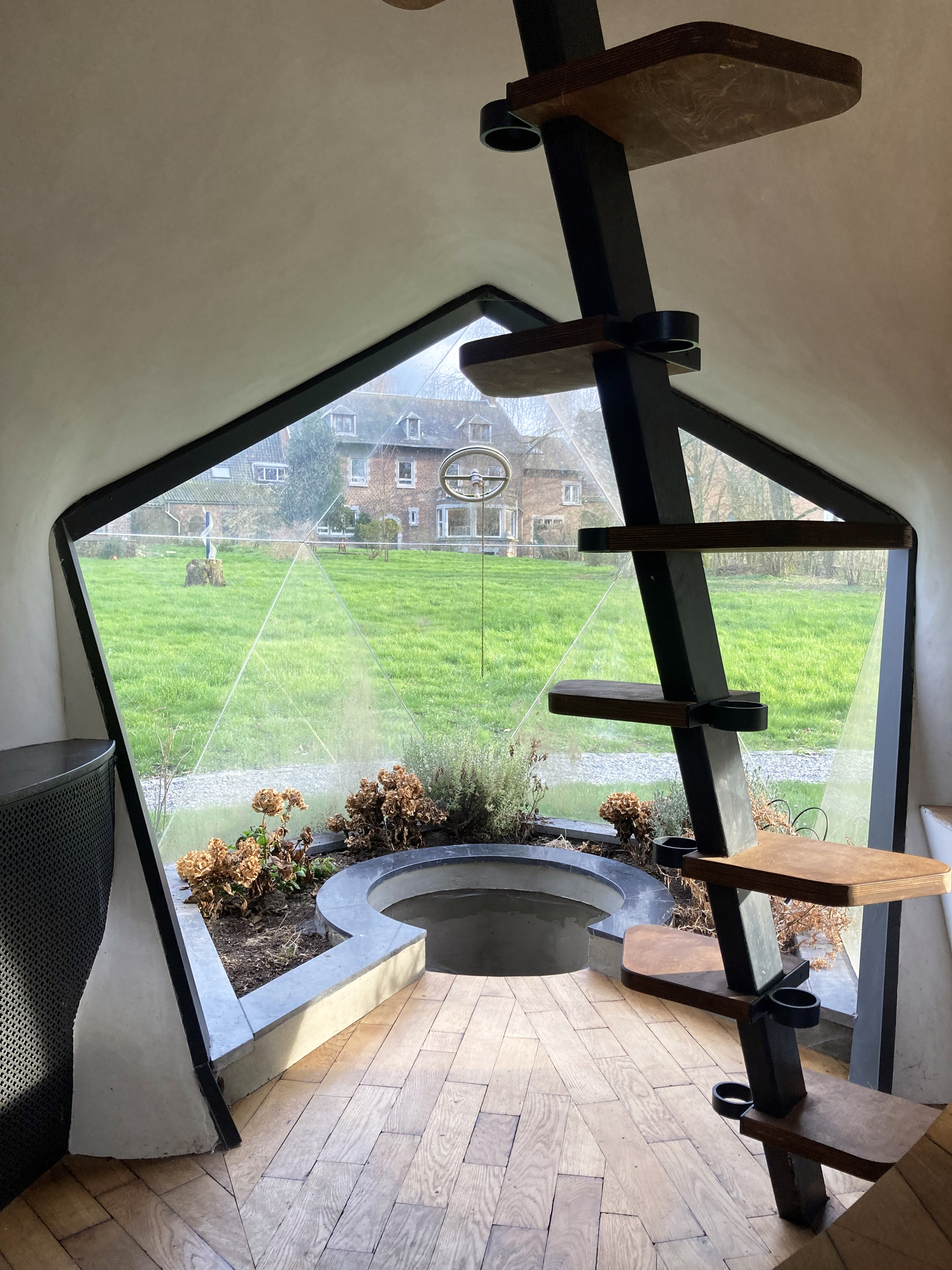
Vue intérieure de la serre géodésique.
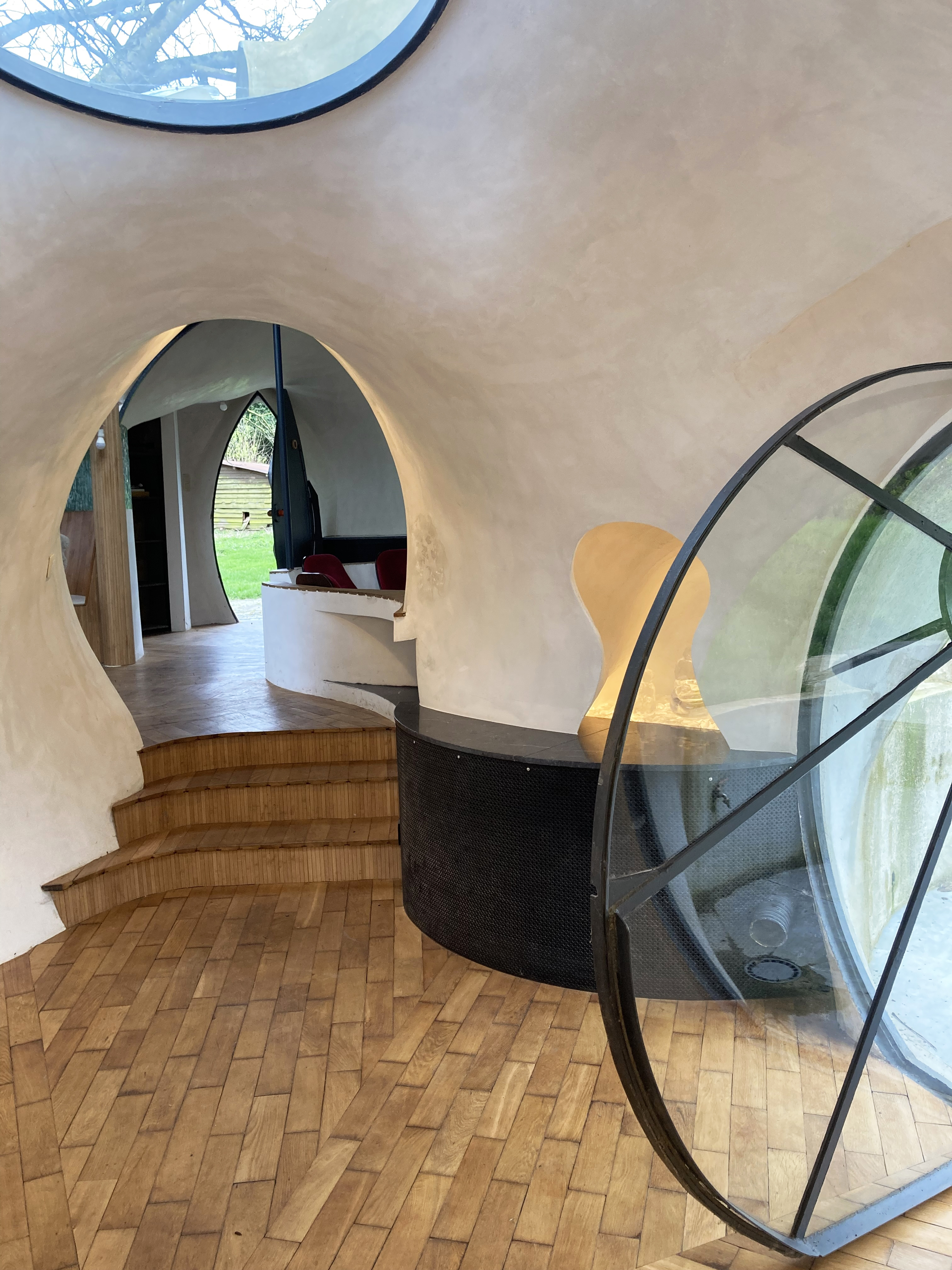
La hall entre la zone jour, nuit et terrasse.
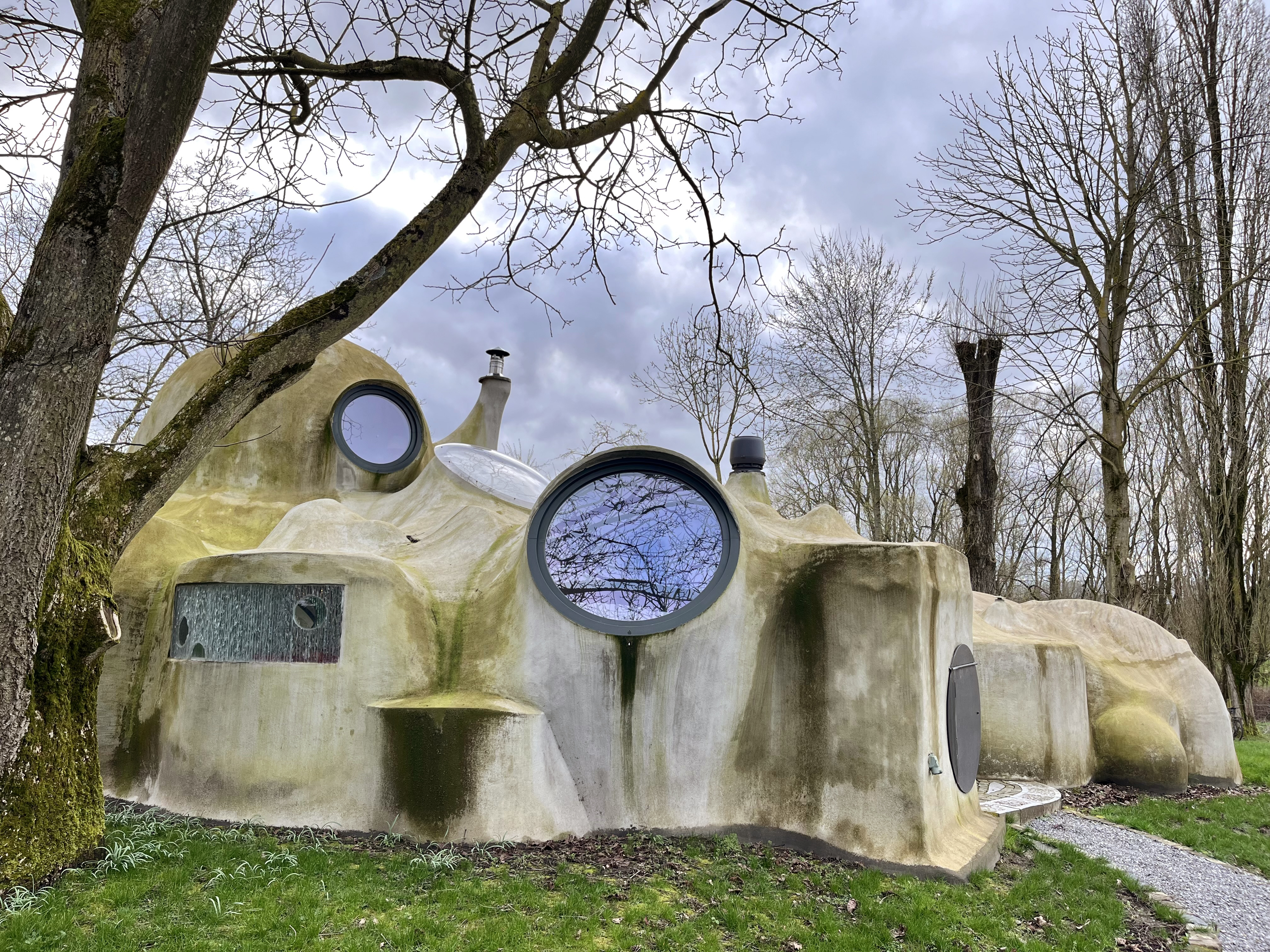
La partie arrière et la sortie secondaire.

La maison-Bulle à Fleurus a été un laboratoire d'architecture qui a permis d'expérimenter et de mettre en pratique de nouvelles techniques de construction, surtout liées aux matériaux déformables. Bien que le concept développé par Philippe Mousset soit innovant, il a connu un succès plus important dans le sud de la France (plus pour des raisons climatiques que culturelles) dans son expérience ultérieure avec Antti Lovag pour une construction similaire, le palais Bulles de Pierre Cardin à Théoule-sur-Mer,. 

### Filmographie
La maison-bulle à Fleurus (1981), dans les archives audiovisuelles Sonoma.